# Pomaderris lanigera
Pomaderris lanigera är en brakvedsväxtart som först beskrevs av Henry Charles Andrews, och fick sitt nu gällande namn av John Sims. Pomaderris lanigera ingår i släktet Pomaderris och familjen brakvedsväxter. Inga underarter finns listade i Catalogue of Life.